# Élection gouvernorale de 2016 au Montana
L' élection gouvernorale de 2016 au Montana a lieu le 8 novembre 2016 afin d'élire le gouverneur et le lieutenant-gouverneur de l'État américain du Montana.
Le gouverneur sortant démocrate Steve Bullock est réélu avec 50 % des voix.

## Contexte
Le gouverneur démocrate sortant Steve Bullock est candidat à sa réélection pour un second mandat. Son lieutenant-gouverneur, Mike Cooney, nommé par Bullock en janvier 2016 se représente également.

## Système électoral
Le gouverneur du Montana et le lieutenant-gouverneur du Montana sont élus pour un mandat de quatre ans au scrutin uninominal majoritaire à un tour.

## Primaire démocrate

### Candidats
- Steve Bullock, gouverneur sortant
  - colistier : Mike Cooney, lieutenant-gouverneur sortant
- Bill McChesney, ancien représentant du Montana
  - colistier : Mike Anderson

### Résultats
| Candidat et colistier | Candidat et colistier        | Voix    | %     |  |
| --------------------- | ---------------------------- | ------- | ----- |  |
|                       | Steve Bullock Mike Cooney    | 109 450 | 91,30 |  |
|                       | Bill McChesney Mike Anderson | 10 486  | 8,70  |  |
|                       |                              |         |       |  |
| Total                 | Total                        | 119 936 | 100   |  |

## Primaire républicaine

### Candidats
- Greg Gianforte, homme d'affaires
  - colistier : Lesley Robinson, commissaire du comté de Phillips
- Terry Nelson, administrateur du comté de Ravalli
  - colistier : Niki Sardot

### Résultats
| Candidat et colistier | Candidat et colistier          | Voix    | %     |  |
| --------------------- | ------------------------------ | ------- | ----- |  |
|                       | Greg Gianforte Lesley Robinson | 109 882 | 76,40 |  |
|                       | Terry Nelson Niki Sardot       | 33 987  | 23,60 |  |
|                       |                                |         |       |  |
| Total                 | Total                          | 143 869 | 100   |  |

## Autres partis et candidats
- Ted Dunlap (Parti libertarien)
  - colistier : Ron Vandevender

## Sondages
| Institut                          | Date       | Échantillon | Bullock (D) | Gianforte (R) | Dunlap (L) | Autres/Indécis |
| --------------------------------- | ---------- | ----------- | ----------- | ------------- | ---------- | -------------- |
| Institut                          | Date       | Échantillon |             |               |            | Autres/Indécis |
| SurveyMonkey                      | 07/11/2016 | 410         | 44 %        | 46 %          | 7 %        | 3 %            |
| SurveyMonkey                      | 06/11/2016 | 410         | 45 %        | 44 %          | 8 %        | 3 %            |
| SurveyMonkey                      | 03/11/2016 | 403         | 46 %        | 46 %          | 7 %        | 2 %            |
| SurveyMonkey                      | 02/11/2016 | 376         | 48 %        | 43 %          | 7 %        | 2 %            |
| SurveyMonkey                      | 01/11/2016 | 385         | 51 %        | 41 %          | 7 %        | 1 %            |
| SurveyMonkey                      | 31/10/2016 | 405         | 53 %        | 39 %          | 7 %        | 1 %            |
| Mason-Dixon                       | 12/10/2016 | 1003        | 47 %        | 45 %          | 2 %        | 6 %            |
| Montana State University Billings | 03/10/2016 | 590         | 44 %        | 32 %          | 4 %        | 20 %           |

## Résultats
| Candidat et colistier    | Candidat et colistier          | Parti                    | Voix    | %     |
| ------------------------ | ------------------------------ | ------------------------ | ------- | ----- |
|                          | Steve Bullock Mike Cooney      | Démocrate                | 255 933 | 50,25 |
|                          | Greg Gianforte Lesley Robinson | Républicain              | 236 115 | 46,35 |
|                          | Ted Dunlap Ron Vandevender     | Libertarien              | 17 312  | 3,40  |
|                          |                                |                          |         |       |
| Votes valides            | Votes valides                  | Votes valides            | 509 360 | 98,54 |
| Votes blancs et nuls     | Votes blancs et nuls           | Votes blancs et nuls     | 7 541   | 1,46  |
| Total                    | Total                          | Total                    | 516 901 | 100   |
| Abstention               | Abstention                     | Abstention               | 177 469 | 25,56 |
| Inscrits / participation | Inscrits / participation       | Inscrits / participation | 694 370 | 74,44 |